# Bihardobrosd község
Bihardobrosd község (románul: Comuna Dobrești) község Bihar megyében, Romániában. Központja Bihardobrosd, beosztott falvai Alsótopa, Felsőtopa, Karáncsfalva, Lankás, Nagykerpesd, Nánhegyes, Răcaș.

## Népessége
A 2011-es népszámlálás adatai alapján a község népessége 5260 fő volt.